# Villa Sigurtà
Villa Maffei, Nuvoloni, Sigurtà, detta "Della Quercia" è una villa veneta costruita tra il 1690 e il 1693 in stile classicista. Nel 1859, durante gli scontri della seconda guerra d'indipendenza italiana divenne il quartier generale dell'imperatore austriaco Francesco Giuseppe. Successivamente fu anche dimora dell'imperatore francese Napoleone III.
Essa si trova nel paese di Valeggio sul Mincio.

## Caratteristiche
La villa anticamente era corredata di un ampio parco di 60 ettari di superficie. Ad oggi Parco Giardino Sigurtà è una proprietà autonoma ed è visitabile.
Il complesso fu costruito su progetto dell'architetto Vincenzo Pellesina, discepolo del Palladio, su di una proprietà rurale di epoca precedente.
Nel prospetto principale si trova un loggiato centrale a tre campate, con trabeazione sorretta da colonne. Sul soffitto campeggia un affresco del Falceri.

## Storia della villa e dintorni
Le prime importanti tracce storiche della località di Valeggio sul Mincio si trovano nel protagonismo che, nell'epoca pre romana assume il guado del Mincio e l'installazione dei primi mulini.
Proseguendo nel sentiero del tempo, quando la Repubblica Veneta raggiunge il suo massimo splendore dopo essersi assicurata il dominio del mare, i signori del Veneto fanno gara nel costruire tutta una costellazione di ville nei paesi di campagna, che rappresentano l'estrapolazione bucolica dei palazzi di città.
Così la Regione vede sorgere numerose piccole ville, microcosmi, centri di potere e luoghi d'incontro che non hanno però il carattere di dimore permanenti, ma vengono usate solo nella bella stagione. Dopo il raccolto e la vendemmia, infatti, i nobili proprietari rientrano nelle città per trascorrervi più confortevolmente l'inverno.
I conti Maffei, nominati dal Doge di Venezia al titolo di signori di Valeggio e Montalbano, si spostano nel loro feudo dal palazzo di Verona, e vi dimorano in una costruzione solida ma austera.
Per seguire la tendenze dell'epoca, decidono di edificare, proprio lì di fianco, la villa, che poi apparterrà ai conti Nuvoloni e più tardi ai conti Sigurtà e la cui costruzione si protrae dal 1790 al 1793.
Di chiara ispirazione Palladiana, opera dell'Architetto Vincenzo Pellesina (1637-1700), è una delle più importanti opere architettoniche del Settecento della Provincia di Verona.
I grandi saloni per ricevimenti, la loggia, lo scalone ed i numerosi affreschi di Biagio Falcieri, sono testimoni della sua funzione di rappresentanza, riflesso della potenza e della ricchezza di una delle più note famiglie Venete che estende la sua «auctoritas» su di un ampio territorio ai confini tra le provincie di Mantova e Verona.
Dopo la caduta della Repubblica Veneta la villa assume una notevole importanza storica nel Risorgimento, tra le sue mura si decideranno le sorti dell'Italia alla fine della Seconda guerra d'Indipendenza.
Nel 1836 Anna Maffei si sposa con il conte Filippo Nuvoloni e porta in dote la proprietà valeggiana, che nel 1859 verrà scelta come sede dall'Imperatore Francesco Giuseppe che ritiene il Mincio un'ottima barriera naturale per difendersi dalle incalzanti truppe Piemontesi e dell'alleato Francese.
Ma il suo soggiorno dura assai poco e quando vengono sfondate le linee asburgiche si vede costretto ad una veloce e poco dignitosa ritirata prima nella fortezza di Peschiera e poi a Verona. I nomi dei suoi generali figurano ancora sulle porte delle stanze della villa a loro assegnate, quando i soldati Francesi occupano Valeggio.
Napoleone III soggiorna in villa Maffei dall'1° al 12 luglio del 1859 e vi stabilisce il suo quartiere generale nella vittoriosa «Campagne d'Italie» al fianco di Vittorio Emanuele II, concludendo la seconda Guerra d'Indipendenza con la firma dell'Armistizio nella vicina Villafranca l'11 luglio.
È amara la delusione del re d'Italia, che firma il Trattato con un laconico «pour ce qui me oncerne», (per quel che mi riguarda), ed è grande la frustrazione dei combattenti sardo-piemontesi che dopo le cruente vittorie di Solferino, San Martino e Magenta, ottenute con l'appoggio delle truppe francesi, già sognano di veder sventolare il tricolore d'Italia sulla basilica di San Marco a Venezia.
Una flotta sarda attende al largo di Venezia e gli austriaci preparano affrettatamete i bagagli pronti ad una rapida ritirata.
Cosa ha indotto l'imperatore Francese ad interrompere la campagna d'Italia ed a rinunciare alla vittoria definitiva sugli Austriaci?
Alla villa di Valeggio giungono i messi inviati dall'imperatrice, la bella ed intelligente Spagnola di Granada Eugenia de Montijo che tiene salde le redini dell'Impero a Parigi in qualità di reggente in assenza del marito.
I messaggi sono chiari e minacciosi, se proseguisse la campagna vittoriosa in Italia, altri stati, tra cui anche la Russia, abbandonerebbero la loro neutralità per appoggiare l'impero austriaco, e contenere la minaccia di un'egemonia Francese in Europa.
Forse la contessa di Castiglione, la bellissima amante dell'imperatore, lo incontra in villa e tenta invano di convincerlo a non mollare, giocando per l'ennesima volta il ruolo di ambasciatrice d'Italia con le armi della seduzione e dell'amore, ma la decisione è già presa «Je m'arréte ici» "mi fermo qui, non vado più avanti", l'imperatore ha visto troppo sangue francese, migliaia di morti e feriti ed è ora di tornare a casa.
Non si sa con certezza se Virginia Oldoini, la contessa di Castiglione, ha condiviso o meno l'alcova imperiale nella villa di Valeggio quel che è invece sembra certo è che Napoleone III, impegnato nel conflitto e nell'armistizio, non trova il tempo per concedere udienza ad un cittadino svizzero, che desidera incontrarlo per acquistare dei terreni in Algeria che appartengono all'impero.
Henry Dunant nell'attesa di quell'incontro organizza ospedali improvvisati nelle chiese di Castiglione delle Stiviere e vede commosso a Solferino ed a San Martino la gente dei paesi, che sfida il fuoco incrociato per assistere i feriti, senza dare importanza al colore della divisa, senza capire in che lingua si lamentano, semplicemente perché sono degli esseri umani sofferenti.
Lo svizzero che non riesce a visitare Napoleone III in villa, si rende conto della disperata necessità di offrire protezione internazionale ai soccorritori nei campi di battaglia e quattro anni dopo, a Ginevra, con l'appoggio di una Spagnola, Imperatrice a Parigi, inverte i colori della sua bandiera e crea, con una croce rossa in campo bianco, un'istituzione che diverrà poi indispensabile in tutti i conflitti e che tutti i paesi del mondo rispetteranno, seppure con sempre più frequenti tragiche eccezioni.
Il conte Carlo Sigurtà, industriale farmaceutico che il Presidente della Repubblica nominerà cavaliere del Lavoro, è stato ufficiale Italiano volontario nella Prima Guerra Mondiale, prima in artiglieria e poi tra i primi aviatori e sa bene che nei conflitti uno dei principali problemi e la scarsezza di carburante ed ormai si respira un clima che prelude alla Seconda Guerra Mondiale.
È noto che a Valeggio si fabbricano i migliori birocci del Veneto ed il conte Sigurtà vuole acquistarne uno, giunto in paese scopre che la villa è in vendita e decide subito di acquistarla nel 1941.
Dopo la guerra, la restaura seguendo i canoni delle ville palladiane, e la decora con l'aiuto della moglie, la contessa Alessandra che riporta la dimora al suo antico splendore.
I saloni della Villa sono noti per gli ospiti illustri che vi soggiornano attraverso gli anni si mescolano i personaggi della nobiltà, dell'arte e della scienza, l'eco delle voci di Maria Callas, Rosanna Carteri e Giulietta Simionato, si mescolano con quelle reali di Vittoria Eugenia di Spagna, Costantino di Grecia, Simeone di Bulgaria, Carlo d'Inghilterra, Filippo del Belgio ed Principi del Liechtenstein e del Lussemburgo e dei Premi Nobel Konrad Lorenz e Alexander Fleming, e di Waksman ed Albert Sabin, tra tanti, tanti altri, che scrivono con la loro presenza la nuova storia di questa dimora.
Ora, nei nostri giorni, si può condividere con le ombre amiche della storia un soggiorno indimenticabile godendo delle tre super suites e delle suites, dei grandi saloni e del romantico giardino privato di circa cinque ettari, passeggiando tra gli alberi secolari fino alla monumentale piscina con la sua cascata per aggiungere un tuffo nell'acqua a quello già fatto nel tempo.